# Sonsonate (stad)
Sonsonate is een stad en gemeente in El Salvador. Het is de hoofdplaats van het gelijknamige departement en ligt aan de rivier Sensunapan (73.000 inwoners).